# Urucânia
Urucânia este un oraș în Minas Gerais (MG), Brazilia.